# Rábakecöl
Rábakecöl là một thị trấn thuộc hạt Győr-Moson-Sopron, Hungary. Thị trấn này có diện tích 23,03 km², dân số năm 2010 là 686 người, mật độ 30 người/km².